# 242 (число)
Вижте пояснителната страница за други значения на 242.
242 (двеста четиридесет и две) е естествено, цяло число, следващо 241 и предхождащо 243.
Двеста четиридесет и две с арабски цифри се записва „242“, а с римски – „CCXLII“. Числото 242 е съставено от три цифри от позиционните бройни системи – 2 (две), 4 (четири), 2 (две).

## Общи сведения
- 242 е четно число.
- 242-рият ден от невисокосна година е 30 август.
- 242 е година от Новата ера.